# Aeroportul Naha (Japonia)
Aeroportul Naha (IATA: OKA, ICAO: ROAH) este un aeroport din Naha, Prefectura Okinawa, Japonia ce deservește zona Naha. Aeroportul a fost tranzitat în 2023 de 19.120.641 de pasageri. A fost numit după zona deservită.
Situat la o altitudine de 3 m, aeroportul dispune de 1 pistă. Este operat de Ministry of Land, Infrastructure, Transport and Tourism⁠(d).

## Infrastructură

### Piste
Aeroportul dispune de o singură pistă. Pista 18/36 are dimensiunile 3.000 m × 45 m. 

### Terminale
Aerogara are în componență 1 terminal, Naha Air Base⁠(d). 